# GABARAP
A proteína associada ao receptor de ácido gama-aminobutírico (do inglês: Gamma-aminobutyric acid receptor-associated protein) é uma proteína que em humanos é codificada pelo gene GABARAP.

## Função
Os receptores do ácido gama-aminobutírico A [receptores GABA (A)] são canais de cloreto dependentes de ligantes que mediam a neurotransmissão inibitória. Esse gene codifica a proteína associada ao receptor GABA (A), que é altamente carregada positivamente em seu terminal N e compartilha a similaridade de sequência com a cadeia leve-3 das proteínas 1A e 1B associadas ao microtúbulo. Essa proteína agrupa receptores de neurotransmissores por mediar a interação com o citoesqueleto.
Além disso, o GABARAP tem uma função importante na autofagia mediada por autofagossomo, uma vez que é crucial para a formação de autofagossomo e sequestro de carga citosólica em vesículas de membrana dupla, levando à subsequente degradação após a fusão com lisossomos. Além disso, o GABARAP pode mediar a autofagia seletiva porque se liga aos chamados receptores autofágicos (por exemplo, p62, NBr1), que vinculam e recrutam cargas específicas.

## Interações
Foi demonstrado que o GABARAP interage com o TFRC, ULK1 e GABRG2. Uma estrutura ligada entre GABARAP e GABRG2 consistente com observações experimentais foi derivada computacionalmente.